# Mr. Clean (singolo)
Mr. Clean è il singolo di debutto del rapper statunitense Yung Gravy, pubblicato l'8 settembre 2016 come primo estratto dall'omonimo EP, e successivamente incluso nell'EP Snow Cougar.

## Video musicale
Il video musicale è stato pubblicato il 21 ottobre 2017, oltre un anno dopo l'uscita del brano, sul canale YouTube del rapper.

## Tracce
Testi e musiche di Matthew Hauri, White Shinobi.
1. Mr. Clean – 3:30